# Reventazonia maculellus
Reventazonia maculellus är en insektsart som beskrevs av Henry Fairfield Osborn 1926. Reventazonia maculellus ingår i släktet Reventazonia och familjen dvärgstritar. Inga underarter finns listade i Catalogue of Life.